# 무승사
무승사(武承嗣, 649 ~ 698년)는 당나라 재상이자 측천무후의 조카이다. 측천무후가 황제가 되는 데에 일조하였고 재상의 직위를 통해 권력을 잡게 되나 결국 화병으로 죽게 된다.

## 가계
- 아버지 : 무씨
- 어머니 : 미상

## 무승사가 등장한 작품
- 《대조영》(KBS, 2006년~2007년, 배우 : 전현)